# Jeremy Rickard
Jeremy Rickard é um matemático britânico, que trabalha com álgebra e topologia algébrica.
Rickard obteve um doutorado em 1988 na University College London, orientado por Aidan Schofield, com a tese Derived Categories and Representation Theory. É professor da Universidade de Bristol. 
Recebeu o Prêmio Berwick Sênior de 2002 Foi palestrante convidado do Congresso Internacional de Matemáticos em Berlim (1998: The abelian defect group conjecture.

## Obras
- Derived categories and stable equivalence, J. Pure Appl. Algebra, Volume 61, 1989, p. 303–317
- Derived equivalences as derived functors, J. London Mathematical Society, Volume 43, 1991, p. 37–48